# Masque de Chaux
Masque de Chaux es una obra de Georgette Marie Philippart Travers, esposa del poeta peruano César Vallejo, publicada en Lima en 1964. 

## Contenido
Destacan sus ochenta y seis poemas dedicados al poeta y a su madre. En una oportunidad Georgette declaró al respecto: “Poemas, bien modestos. Treinta están dedicados a Vallejo”.[cita requerida]

## Importancia
Es una obra con claras influencias vallejiana. Ha sido traducido del francés al español.
- Datos: Q6005473